# Éterpigny (Somme)
Éterpigny (picardisch: Étèrpigny) ist eine nordfranzösische Gemeinde mit 168 Einwohnern (Stand 1. Januar 2022) im Département Somme in der Region Hauts-de-France. Die Gemeinde gehört zum Arrondissement Péronne und ist Teil der Communauté de communes de la Haute Somme.

## Geographie
Die sich im Süden bis an die Départementsstraße D1029 (Teil der Chaussée Brunehaut) erstreckende Gemeinde wird von der D1017 (frühere Nationalstraße 17) und der D62 durchzogen. Die östliche Begrenzung des Gemeindegebiets bildet das Tal der Somme. Éterpigny liegt sechs Kilometer südwestlich von Péronne.
Die im Personenverkehr nicht mehr bediente Bahnstrecke von Saint-Just-en-Chaussée nach Douai über Chaulnes und Péronne führt durch Éterpigny.

## Geschichte
Die Gemeinde erhielt als Auszeichnung das Croix de guerre 1914–1918.
| 1962 | 1968 | 1975 | 1982 | 1990 | 1999 | 2006 | 2018 |
| ---- | ---- | ---- | ---- | ---- | ---- | ---- | ---- |
| 129  | 124  | 143  | 167  | 185  | 184  | 176  | 163  |

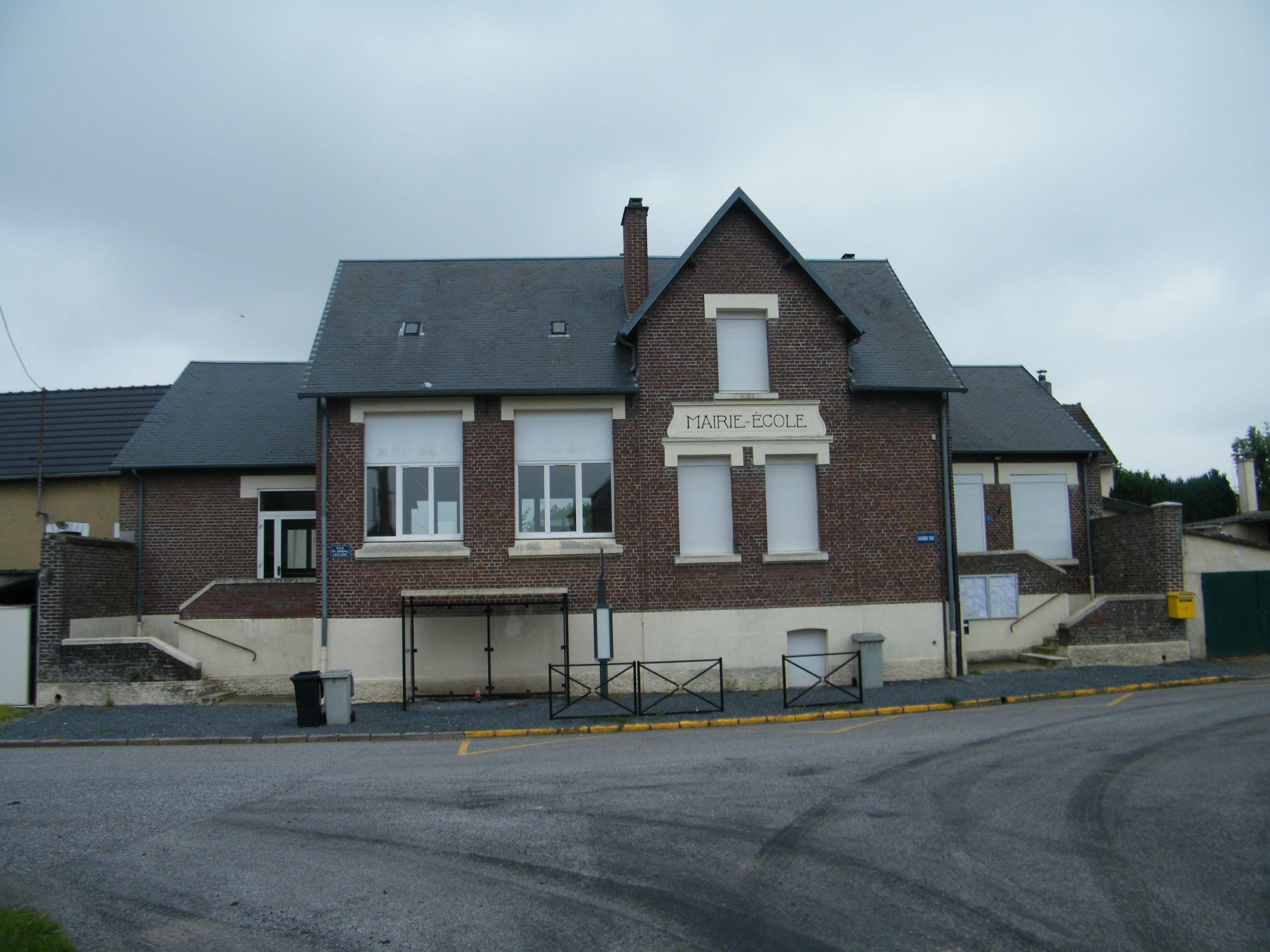
Mairie und Grundschule
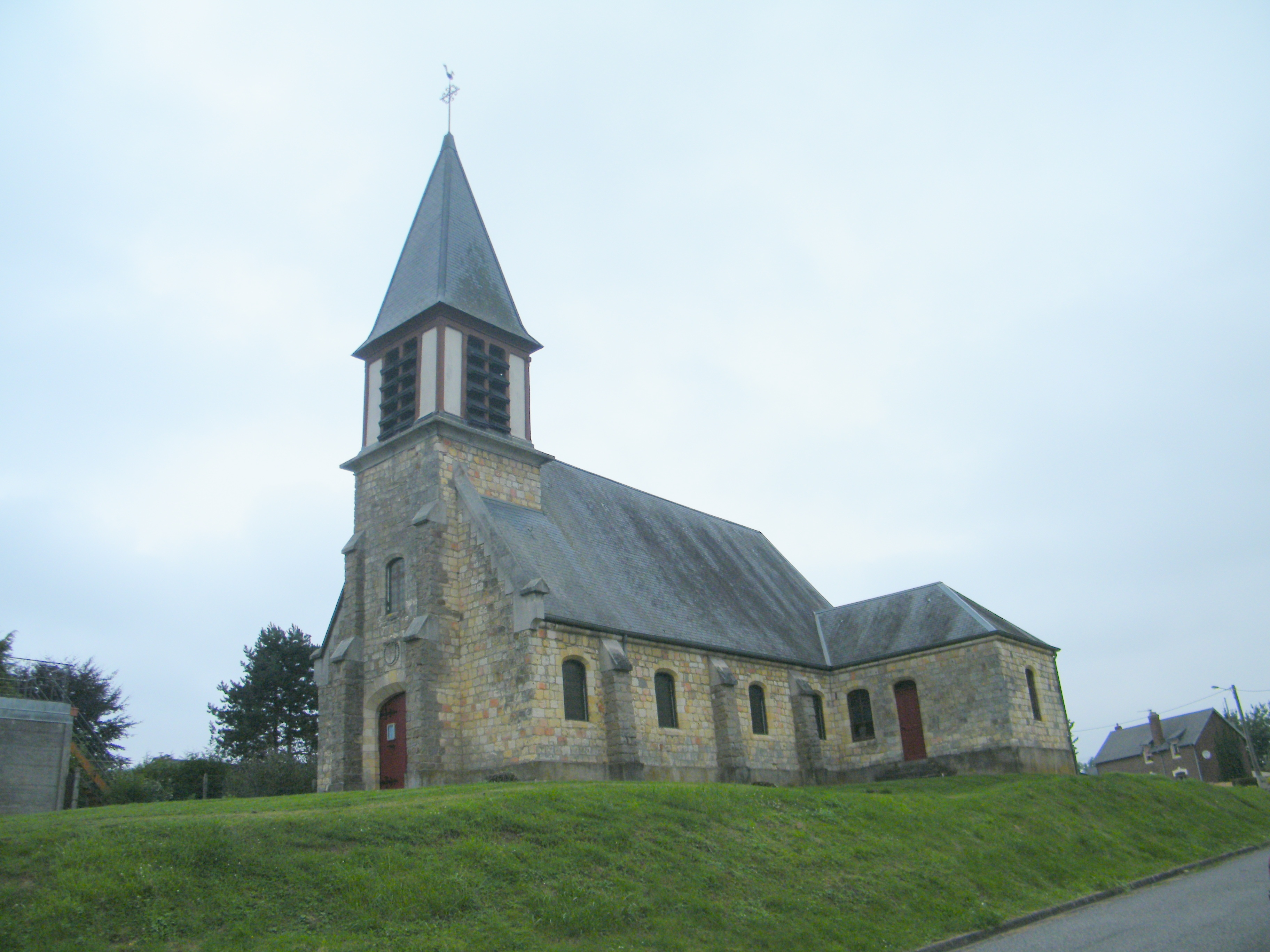
Kirche Saint-Médard